# Dertig Tirannen (Grieken)
De Dertig (Grieks: οι Τριάκοντα) is de traditionele benaming voor een groep van dertig antidemocratische, Spartaans gezinde Atheense burgers die in 404 v.Chr. in Athene de macht grepen na een revolutie en een bestuurlijke crisis, die volgde op het einde van de Peloponnesische Oorlog, die een grote nederlaag voor Athene betekende.
De Dertig kregen de steun van drieduizend oligarchisch gezinde, rijke medeburgers, die als enigen hun volle burgerrecht behielden. Alle anderen verloren hun politieke rechten. Een en ander gebeurde met de oogluikende goedkeuring van de Spartaanse bezetters, wie een dergelijke staatsregeling goed uitkwam.
Met de hulp van de Spartaanse bezettingstroepen voerden zij een waar terreurbewind uit. Zij hadden het vooral gemunt op mensen met democratische sympathieën, maar ook op het bezit van rijke Atheners en metoiken, van wie er meer dan vijftienhonderd werden omgebracht (zie ook onder Lysias).
Aanvankelijk lag de leiding in handen van Theramenes, die echter door zijn gematigdheid spoedig in conflict kwam met Critias, de man van de harde lijn. Deze liet Theramenes na een schijnproces ter dood brengen en voerde daarna ongestoord de bloedige repressie van de democraten verder op.
Reeds in het voorjaar van 403 v.Chr. kwamen de Dertig ten val, en kon de democratie in Athene hersteld worden, onder andere door het optreden van Thrasybulus.
Een aantal leden van de "Dertig" en hun sympathisanten (Charmides) hadden behoord tot de gesprekspartners van Socrates, die zijn afkeuring voor de excessen en uitwassen van een ontaarde democratie nooit onder stoelen of banken had gestoken. Socrates werd daardoor meer en meer verdacht bij de democraten. Dit leidde uiteindelijk tot een proces, veroordeling en executie van Socrates.
 Portaal Oudheid · Athene · Geschiedenis van Griekenland · Geschiedenis van Athene